# 茲利夫
茲利夫是捷克的城鎮，位於該國西南部，距離捷克布傑約維采10公里，由南摩拉維亞州負責管轄，面積14.21平方公里，海拔高度390米，2009年人口3,693。

## 外部連結
- （捷克文） Municipal website （页面存档备份，存于）

49°03′58″N 14°21′58″E / 49.06611°N 14.36611°E